# Decadent Evil
Pour plus de détails, voir Fiche technique et Distribution.
Decadent Evil est un film américain réalisé par Charles Band, sorti directement en vidéo  en 2005.

## Synopsis
Morella est une vampire dissidente qui rêve de devenir la Reine des Vampires. Pour ce faire il lui fut encore quelques victimes humaines. Deux filles vampirisées travaillant dans une boite de strip-tease lui servent de rabatteuses en ramenant des filles dans sa demeure afin qu'elle les vide de leur sang. L'une des deux filles, Candy est amoureuse de Dex, le disk-jockey de la boite, ce que Morella lui reproche vertement. Survient dans l'histoire Ivan, un nain qui sillonne l'Amérique depuis des années à la recherche des vampires. Intrigués par la série de meurtres dans la ville, il entre chez Dex et lui explique qu'il est le fils d'un homme que Morella a tué et qu'il désire venger son père. Il lui explique aussi que Candy est une vampire. Dex refuse de le croire, mais pris d'un doute s'introduit chez Morella et découvre que Candy a les dents pointues. Ivan pénètre, dans les lieux à son tour et détruit Spyce, la seconde assistante de Morella. Quand il veut ensuite tuer Candy il est arrêté dans son geste en découvrant un homonculus dans une cage. Il comprend alors qu'il s'agit de son père, transformé par la magie de Morella. Cette dernière intervient. Ivan veut la tuer mais n'y parvient pas, il est désormais à la merci de Morella. Il implore auprès de celle-ci la possibilité de dire adieu à son père avant de mourir. Ce dernier lui dévoile alors un subterfuge. Morella tue Ivan, mais quelque temps après elle est atteinte de nausée et se transforme en homonculus. La dernière scène nous montre les deux homonculus en train de copuler.

## Fiche technique
- Titre : Decadent Evil
- Réalisation : Charles Band
- Scénario : Charles Band et Domonic Muir
- Photographie : Keith J. Duggan
- Montage : Danny Draven
- Musique : James Sale
- Pays d'origine :  États-Unis
- Langue : Anglais
- Production : Charles Band
- Société de production : Wizard Entertainment
- Genre : Slasher, érotique et fantastique
- Durée : 67 minutes
- Dates de sortie : 
  -  États-Unis : 25 juin 2005

## Distribution
- Phil Fondacaro : Ivan
- Debra Mayer : Morella
- Daniel Lennox : Dex
- Jill Michelle : Candy (Sugar)
- Raelyn Hennessee : Spyce
- Roger Toussaint : Bruce
- April Gilbert : Tami
- John F. Schaffer : Lester
- Harmony Rose : Jazzmin

## Autour du film
- Le nain découvrant l'homonculus dans une cage et qui s'écrie "Papa !", constitue un grand moment de cinéma bis.
- Le film a connu une suite Decadent Evil II en 2007, il reprend les personnages de Candy et de Dex joués respectivement par Jill Michelle etc Danniel Lennox.